# Klik & Play
Klik & Play is een programmeeromgeving ontwikkeld door het Europese softwarebedrijf ClickTeam, uitgebracht in 1994 door Europress Software. Het programma was bedoeld om gebruikers zonder programmeerkennis in staat te stellen om hun eigen videogames te ontwerpen en programmeren. Het programma was geschikt voor Windows 3.1 en Windows 95. Via DOS-BOX of een Windows 95 virtuele machine is het ook op nieuwere systemen bruikbaar.

## Achtergrond
Het idee voor Klik & Play ontstond met de bedoeling om het programmeren van games en multimedia toepassingen toegankelijker en aantrekkelijker te maken voor beginners. Door het visualiseren van ontwikkelproces, stelde Klik & Play gebruikers in staat om interactieve spellen te ontwerpen zonder dat ze vertrouwd hoefden te zijn met traditionele programmeertalen. Het programma was zo geconstrueerd dat de gebruiker kon "klikken en spelen", wat betekende dat de meeste van de programmeerstappen waren gereduceerd tot het selecteren van opties uit menu's en het slepen van objecten op een scherm.

## Functionaliteiten[3]
Klik & Play stond bekend om zijn intuïtieve interface en de mogelijkheid om snel en gemakkelijk videogames te ontwerpen. Het programma maakte gebruik van een visuele programmeertaal en bood een bibliotheek met vooraf gedefinieerde objecten en gebeurtenissen die konden worden gecombineerd om complexe gedragingen en interacties te creëren. Bovendien omvatte Klik & Play een ingebouwde grafische editor voor het ontwerpen van spelobjecten en achtergronden.
Het werd geleverd met een grote bibliotheek met afbeeldingen en geluiden en maakte het gemakkelijk om spellen met meerdere niveaus te maken. Gevorderde gebruikers konden hun eigen graphics en geluiden maken, en honderden indrukwekkende games werden online populair. De demoversie werd geleverd met drie spellen: Hungry Hedgehogs, een rekenspel; Reversie; en Toyland, een tutorial spel.

## Versies
In de shareware-demo konden alleen eenvoudige spellen met één niveau worden gemaakt, terwijl de geregistreerde versie honderden geanimeerde objecten en voorbeeldgeluiden bevat, en de mogelijkheid om complexe spellen te maken. Een meer uitgebreide versie inclusief handleiding en de applicatie op CD-ROM kwam rond dezelfde tijd uit. 
Bij de volledige versie waren 10 spellen meegeleverd in het programma. In de shareware versie waren slechts  drie speelbaar. Op de CD-Rom versie stonden tevens materialen zoals sprites, achtergronden, geluiden etc. die men vrij kon gebruiken voor eigen spellen. In 1999 kwam nog een freeware versie "Klik & Play voor scholen" uit, dat vrij kan worden gedistribueerd maar alleen vrij kan worden gebruikt voor schoolactiviteiten. 
De software bevat een goede help-file, een handleiding (PDF of gedrukte versie), het programma bevatte ook een tutorial waarmee men leerde een eerste spel te maken. Daarnaast waren ook boeken beschikbaar die mensen stap voor stap leerden programmeren in Klik & Play. 

## Legacy
Klik & Play werd goed ontvangen door het publiek en legde de basis voor de latere softwareproducten van ClickTeam, waaronder Corel Click & Create, The Games Factory en Multimedia Fusion, Deze programma's bouwden voort op de principes van Klik & Play door meer geavanceerde functies toe te voegen, zoals ondersteuning voor meer programmeertalen en verbeterde grafische mogelijkheden.
Hoewel Klik & Play niet langer wordt ondersteund, legde het de basis voor software ontwikkeling door middel van  een gebruiksvriendelijke programmeeromgevingen. Het speelde een belangrijke rol bij het toegankelijker maken van game-ontwikkeling voor een breed publiek en heeft daardoor invloed gehad op de geschiedenis van videogame-ontwerp. Programma's die gemaakt zijn met Klik & Play zijn nog steeds beschikbaar, en via conversie met Click & Create of Multimedia Fusion ook te converteren naar meer recente Windows omgevingen.

### Trivia
- Op Internet wordt soms ook de naam Klik 'n' Play gebruikt. Dit heeft er mee te maken dat sites vroeger een probleem hadden met het & teken wat bij zoekopdrachten soms ongewenste resultaten gaf.